# 程之范
程之范（1922年—2018年7月14日），男，直隶（今河北）保定人，中国医学史学家，曾任中国科学技术史学会常务理事。